# Стара Суха (Венґровський повіт)
Стара Суха (пол. Stara Sucha) — село в Польщі, у гміні Ґрембкув Венґровського повіту Мазовецького воєводства.
Населення — 110 осіб (2011).
У 1975-1998 роках село належало до Седлецького воєводства.

## Демографія
Демографічна структура станом на 31 березня 2011 року:
|          | Загалом | Допрацездатний вік | Працездатний вік | Постпрацездатний вік |
| -------- | ------- | ------------------ | ---------------- | -------------------- |
| Чоловіки | 55      | 14                 | 33               | 8                    |
| Жінки    | 55      | 7                  | 29               | 19                   |
| Разом    | 110     | 21                 | 62               | 27                   |